# Idiotypa nigriceps
Idiotypa nigriceps är en stekelart som beskrevs av Jean-Jacques Kieffer 1909. Idiotypa nigriceps ingår i släktet Idiotypa, och familjen hyllhornsteklar. Arten är reproducerande i Sverige.